# Caraboctonidae
I Caraboctonidae sono una famiglia di scorpioni, comprendente 4 generi e una trentina di specie, distribuite in America, dagli Stati Uniti al Cile.

## Tassonomia
- Caraboctoninae Kraepelin, 1905
  - Caraboctonus Pocock, 1893
  - Hadruroides Pocock, 1893
- Hadrurinae Stahnke, 1973
  - Hadrurus Thorell, 1876
  - Hoffmannihadrurus Fet & Soleglad, 2004